# Quercus haynaldiana
Quercus haynaldiana är en bokväxtart som beskrevs av Lajos von Simonkai. Quercus haynaldiana ingår i släktet ekar, och familjen bokväxter. Inga underarter finns listade.